# 青木愛 スポーツ to you
青木愛 スポーツ to you（あおきあいスポーツトゥユウ）はニッポン放送で2022年9月30日から2024年3月25日まで放送されたラジオのスポーツ番組。K’2ndの一社提供番組（冠スポンサー番組）でもある。

## 概要
この番組では、現在のアーティスティックスイミングにあたるシンクロナイズドスイミングの元日本代表で、2008年の北京オリンピックに出場し、後に、キャスターやモデルで活躍をしているパーソナリティの青木愛が「これから注目されるアスリートやもっと輝いてほしいアスリートやスポーツ関係者」をゲストに招いて、取り組んでいる「競技の魅力」に加え、これからのその競技の発展に向けてのことなど、トークを繰り広げるもので、「スポーツの魅力」を「you」＝「ラジオの前のリスナー」に伝えるもの。

## 放送時間
- 毎週金曜日 21:00-21:30（2022年9月30日-2023年3月24日）
- 毎週月曜日 21:00-21:30（2023年4月3日-2024年3月25日）

## 出演者

### パーソナリティ
- 青木愛

### ゲスト
登場するゲストは原則として前後編の2回で出演する。
- 2022年
  - 9月30日 : 青木の自己紹介（ゲストコーナー無し）
  - 10月7日・10月28日[2]：三井梨紗子（アーティスティックスイミング元日本代表）[3][4]
  - 11月4日・11日：大政涼（スポーツクライミング「スピード」日本記録保持者）[5][6]
  - 11月18日・25日：本堂杏実（パラアルペンスキー）[7][8]
  - 12月2日・9日：森岡薫（フットサル）[9][10]
  - 12月16日・30日：猪爪杏奈（レーシングドライバー）[11][12]
- 2023年
  - 1月3日（13:00-14:30）：播戸竜二・里崎智也[13]
  - 1月6日・13日：重野秀一郎（プロスノーボーダー）[14][15]
  - 1月20日・27日：浜口京子（レスリング）[16][17]
  - 2月3日・10日：村岡友憲（マーシャルアーティスト）[18][19]
  - 2月24日・3月3日：黒木茜（馬術）[20][21]
  - 3月17日・24日：中村輪夢（BMX）[22][23]
  - 4月3日・10日：中村美穂（トライアスロンコーチ）[24][25]
  - 4月24日・5月1日：大野均（ラグビー元日本代表）[26][27]
  - 5月8日・15日：三宅宏実（ウエイトリフティング元日本代表）[28][29]
  - 5月22日・29日：佐々木クリス（バスケットボールアナリスト）[30][31]
  - 6月5日・19日：八尋彩子（サーフィン）[32][33]
  - 6月26日・7月3日：野田昇吾（ボートレース、元埼玉西武ライオンズ選手）[34][35]
  - 7月10日・17日：原田怜奈（女子ゴルフ）[36][37]
  - 7月24日・31日：飯沼誠司（ライフセービング）[38][39]
  - 8月7日・14日：上田絢加（スカイランニング）[40][41]
  - 8月21日・9月4日：平野裕志朗（アイスホッケー）[42][43]
  - 9月11日・18日：住洋樹（大相撲、元・飛翔富士）[44][45]
  - 9月25日・10月2日：小谷実可子（アーティスティックスイミング）[46][47]
  - 10月9日・23日：白井健太朗（ブレイキン）[48][49]
  - 10月30日・11月6日：村上佳菜子（フィギュアスケート）[50][51]
  - 11月13日・20日：見延和靖（フェンシング）[52][53]
  - 11月27日・12月4日：迫田さおり（バレーボール）[54][55]